# In a World Like This
In a World Like This é o oitavo álbum de estúdio de Backstreet Boys, que foi lançado em 24 de julho de 2013. Ele foi o primeiro álbum com todos os cinco membros originais em seis anos desde que Kevin Richardson deixou o grupo em 2006 para se concentrar em sua família e perseguir outros interesses. Richardson voltou ao grupo em 2012. Também é o primeiro álbum independente depois que eles deixaram a gravadora Jive Records em 2010.
Em 20 de maio de 2013, o grupo lançou "Permanent Stain" como um single promocional, que foi co-escrita pelo membro da banda Nick Carter. Um download gratuito da canção foi oferecida com a compra de um bilhete para a In a World Like This Tour. O primeiro single do álbum, também intitulado "In a World Like This" estreou na estação de rádio  Z100 de Nova York em 18 de junho de 2013  e foi lançado em 25 de junho de 2013.

## Antecedentes e gravação
Em maio de 2010, Backstreet Boys deixou sua gravadora de longa data, Jive. O grupo então estava olhando para assinar com a Interscope Records, mas os membros não poderiam concordar com a possibilidade de ter um contrato de um álbum ou de três álbuns. Em junho de 2010, Nick Carter revelou que tinha começado a trabalhar em um novo material para o próximo álbum, e Brian Littrell disse em uma entrevista separada que eles estavam planejando lançar o álbum no início de 2011. No entanto, no final de 2010 eles se uniram com o New Kids on the Block para uma turnê conjunta chamada NKOTBSB prevista para 2011 e eles tiveram que empurrar o lançamento do álbum, como eles tiveram que encontrar tempo para trabalhar no álbum entre datas da turnê. Em março de 2011, durante uma conferência de imprensa no Vietnã, o grupo afirmou que pela primeira vez eles têm total controle criativo, porque eles não estavam mais com a Jive.
Em novembro de 2011, após a etapa da turnê NKOTBSB nos Estados Unidos terminar, Carter disse em uma entrevista que eles estavam esperando para obter um single na primavera de 2012 e o álbum no verão de 2012. No entanto, a morte inesperada da irmã de Carter, Leslie, no final de janeiro de 2012 fez o grupo mais uma vez adiar a gravação até o final de fevereiro para dar-lhe tempo para lidar com sua perda. Howie Dorough declarou mais tarde que mês que eles não correriam o álbum e que eles iriam tentar lançar o álbum em 2012 ou 2013 no máximo.
Em abril de 2012, uma semana antes da etapa europeia da turnê NKOTBSB começar, o grupo, juntamente com o membro original Kevin Richardson, foi para Londres para se encontrar com o produtor Martin Terefe e escrever algumas músicas. Em 29 de abril de 2012, o grupo anunciou que Richardson tinha voltado permanentemente e, em julho de 2012, todos os cinco membros se mudaram para uma casa em Londres para trabalhar no novo álbum. Além de Terefe, eles também escreveram canções com Sacha Skarbek e Craig David, enquanto em Londres, e nos EUA trabalharam com Morgan Taylor Reid, Mika Guillory,  GoodWill & MGI, Lucas Hilbert, Geo Slam, e Porcelain Black. Em 27 de julho de 2012, o grupo realizou um sorteio para os fãs de ganhar uma chance de ouvir mixes de seu novo álbum em seu estúdio em Londres.
Em 20 de abril de 2013, durante o seu evento de celebração do vigésimo aniversário, o grupo pré visualizou oito novas canções, "Soldier", "In Your Arms", "Show 'Em (What You're Made Of)", "Trust Me", "Permanent Stain","Try "e" Breathe ". No dia seguinte, eles postaram um vídeo contendo os previews de seis das novas músicas em seu canal do YouTube. Em 15 de maio de 2013, o grupo apresentou uma canção do novo álbum, "Permanent Stain", pela primeira vez no programa Good Morning America. Ainda no GMA também anunciaram que a compra de cada bilhete para a In a World Like This Tour, incluí um download gratuito de "Permanent Stain".  Eles lançaram um lyric video da canção em seu canal no YouTube no dia seguinte.

## Escrita e estilo musical
Em julho de 2012, Richardson declarou em uma entrevista que o álbum vai ser autêntico e pessoal, e que eles estavam esperando Terefe produzir toda a gravação. Carter disse que a banda não queria fazer um álbum tradicional de boy band e gravar músicas que eles não escreveram. Richardson também revelou que ele escreveu uma canção sobre seu filho. "Queremos que seja um álbum pessoal sobre o que está acontecendo em nossas vidas agora. AJ está se preparando para ser pai. Howie, Brian e eu já somos pais. Então, nós estamos apenas tentando torná-lo uma gravação pessoal".
Em uma entrevista com Clizbeats, Carter falou sobre reinvenção e mudanças drásticas e ele disse que não sentia que o grupo estava mais nesse ponto. O próprio álbum é uma mistura de pop moderno, adulto contemporâneo e dance music, com uma pitada de gênero cantor/compositor, como demonstrado em "Try", "Madeleine" e "Trust Me".

## Singles
- "In a World Like This" foi lançado como single principal do álbum em 25 de junho de 2013.

- "Madeleine" foi lançado apenas como single de rádio na Itália. Ele impactou oficialmente as estações de rádio italianas em 18 de outubro de 2013.

- "Show 'Em (What You're Made Of)" foi lançado como o segundo single mundial em 18 de novembro de 2013. O video musical foi filmado em outubro de 2013 e lançado em 19 de novembro de 2013.[15]

## Turnê
O álbum foi apoiado pelo In the World Like This Tour, que começou em 5 de maio de 2013 na China e terminou em junho de 2015. A turnê é composta por mais de 150 shows em 11 pernas (legs) em todo o mundo até agora. Em 28 de junho de 2015, a turnê terminou no México.

## Lista de faixas
| Edição standard |                                  | |                                 |         |  |
| N.º             | Título                           | Compositor(es)                                                                                             | Produtor (es)                   | Duração |  |
| 1.              | "In a World Like This"           | Max Martin, Kristian Lundin, Savan Kotecha                                                                 | Max Martin, Kristian Lundin     | 3:41    |  |
| 2.              | "Permanent Stain"                | Nick Carter, Morgan Taylor Reid, Mika Guillory                                                             | Morgan Taylor Reid              | 3:55    |  |
| 3.              | "Breathe"                        | Martin Terefe, Andreas Olsson, AJ McLean, Brian Littrell, Howie Dorough, Nick Whitecross, Magne Furuholmen | Martin Terefe                   | 3:50    |  |
| 4.              | "Madeleine"                      | Martin Terefe, Sacha Skarbek                                                                               | Martin Terefe                   | 4:05    |  |
| 5.              | "Show 'Em (What You're Made Of)" | Morgan Taylor Reid, Mika Guillory, AJ McLean, Kevin Richardson                                             | Morgan Taylor Reid              | 3:44    |  |
| 6.              | "Make Believe"                   | Dan Muckala, Nick Carter, Kevin Richardson, Howie Dorough, Bryan Shackle                                   | Dan Muckala                     | 4:46    |  |
| 7.              | "Try"                            | Martin Terefe, James Bryan, James Morrison, Kyle Riabko                                                    | Martin Terefe                   | 3:22    |  |
| 8.              | "Trust Me"                       | Martin Terefe, James Bryan, Justin Nozuka                                                                  | Martin Terefe                   | 3:47    |  |
| 9.              | "Love Somebody"                  | Justin Trugman, Jaakko Manninen, Jordan Omley, Nick Carter, Howie Dorough                                  | Justin Trugman, Jaakko Manninen | 3:25    |  |
| 10.             | "One Phone Call"                 | Morgan Taylor Reid, Howie Dorough, Sean Douglas                                                            | Morgan Taylor Reid              | 3:51    |  |
| 11.             | "Feels Like Home"                | Dan Muckala, Nick Carter, Howie Dorough, Kevin Richardson, Bryan Shackle                                   | Dan Muckala                     | 3:26    |  |
| 12.             | "Soldier"                        | Morgan Taylor Reid, Mika "Prophet" Guillory, Howie Dorough, Nick Carter                                    | Morgan Taylor Reid              | 3:53    |  |

| Faixa bônus do iTunes |                 |                                                                       |               |         |  |
| N.º                   | Título          | Compositor(es)                                                        | Produtor (es) | Duração |  |
| 13.                   | "Hot, Hot, Hot" | Martin Terefe, Glen Scott, Howie Dorough, Brian Littrell, Nick Carter |               | 3:26    |  |

| Faixa bônus japonesa |            |                                                        |               |         |  |
| N.º                  | Título     | Compositor(es)                                         | Produtor (es) | Duração |  |
| 13.                  | "Light On" | Dan Muckala, Nick Carter, Kevin Richardson, Jess Cates | Dan Muckala   | 3:38    |  |

| Faixas bônus do Target |                |                                                                         |               |         |  |
| N.º                    | Título         | Compositor(es)                                                          | Produtor (es) | Duração |  |
| 13.                    | "In Your Arms" | Howie Dorough, Nick Carter, Morgan Taylor Reid, Mika "Prophet" Guillory |               | 3:45    |  |
| 14.                    | "Take Care"    |                                                                         |               |         |  |